# Смебю, Сигурд
Сигурд Смебю (норв. Sigurd Smebye; 16 марта 1886, Тёнсберг, Эстланд — 7 июня 1954, Осло) — норвежский гимнаст, бронзовый призёр летних Олимпийских игр 1912 года по гимнастике в командном первенстве по шведской системе.
Смебю завоевал олимпийскую бронзовую медаль по спортивной гимнастике на летних Олимпийских играх 1912 года в Стокгольме. Он был членом норвежской команды, которая заняла третье (и оно же последнее) место в командном зачете в многоборье по шведской системе после Швеции и Дании. В соревновании, которое проводилось на Стокгольмском стадионе, приняли участие всего три команды из трех стран.